# ЭПЛ9Т
ЭПЛ9Т (электропоезд луганский, 9-й тип) — серия пригородных пассажирских электропоездов переменного тока, строившаяся с 2001 по 2008 год на Луганском тепловозостроительном заводе.

## Общие сведения
Электропоезд предназначен для перевозки пассажиров на электрифицированных участках железных дорог с номинальным напряжением в контактной сети 25 кВ переменного тока с частотой 50 Гц, с шириной колеи 1520 мм, в районах с умеренным климатом, в пригородном сообщении. Конструкционная скорость электропоезда 130 км/час. Длина по осям автосцепок 8 × 25 275 мм (202 200 мм).
Основная схема формирования электропоезда — Г01-М02-П03-М04-М06-П05-М08-Г07 (8 вагонов; 2 головных 2×51 т (102 т), 4 моторных 4×65 т (260 т), 2 прицепных 2×49 т (98 т)).
Количество мест для сидения:
- в головном вагоне: 118;
- в моторном вагоне: 118;
- в прицепном вагоне: 130.

| Сведения о номерах электропоездов серии ЭПЛ9Т и их составности | Сведения о номерах электропоездов серии ЭПЛ9Т и их составности | Сведения о номерах электропоездов серии ЭПЛ9Т и их составности | Сведения о номерах электропоездов серии ЭПЛ9Т и их составности |
| Год выпуска                                                    | Количество построенных электровагонов, шт                      | Номера выпущенных электропоездов                               | Количество вагонов в электропоездах                            |
| -------------------------------------------------------------- | -------------------------------------------------------------- | -------------------------------------------------------------- | -------------------------------------------------------------- |
| 2001                                                           | 8                                                              | 001                                                            | 8                                                              |
| 2003                                                           | 48                                                             | 002—007                                                        | 8                                                              |
| 2004                                                           | 32                                                             | 008—011                                                        | 8                                                              |
| 2005                                                           | 24                                                             | 012—014                                                        | 8                                                              |
| 2008                                                           | 8                                                              | 015                                                            | 8                                                              |

## Эксплуатация
После поставки с завода для Украинской железной дороги («Укрзалізниця», УЗ) два электропоезда (с номерами 013 и 015) поступили в ТЧ-12 Гребёнка Южной железной дороги (ЮЖД), остальные 13 поступили в РПЧ-8 Фастов Юго-западной железной дороги (ЮЗЖД).
По состоянию на февраль 2024 года все 15 составов распределены на УЗ между ЮЗЖД (РПЧ-8 Фастов, номера 002, 003, 005—007, 009, 011, 012) и ЮЖД (РПЧ-2 Полтава, номера 001, 004, 008, 010, 013—015). Примерно половина всех поездов на это время находятся в эксплуатации, другая часть не эксплуатируется (ремонт, консервация и тому подобное); ни один состав не списан.
В период с 2012 по 2015 год составы с номерами 002, 003, 005 и 012 эксплуатировались КП «Киевпастранс» (укр. КП «Київпастранс»).

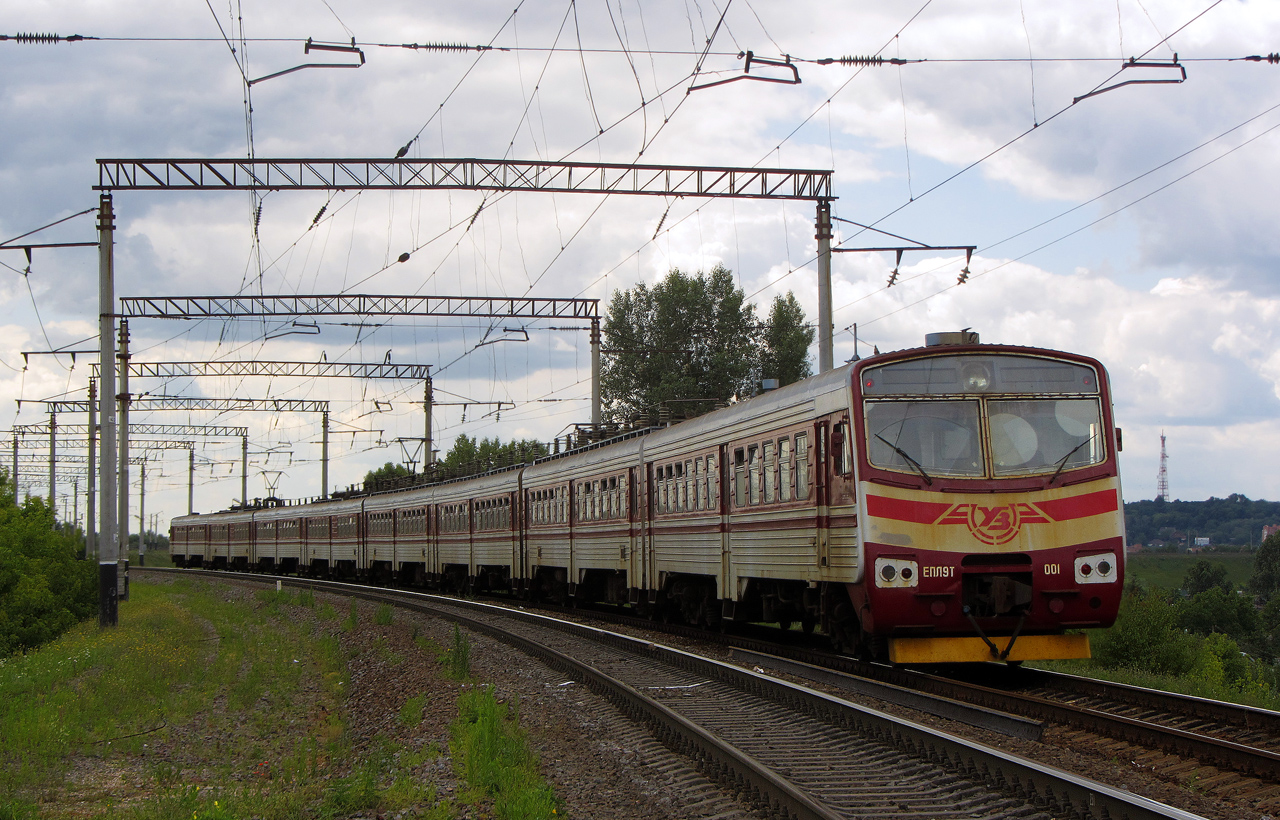
ЭПЛ9Т-001 (опытный образец) на разъезде Кривохатки
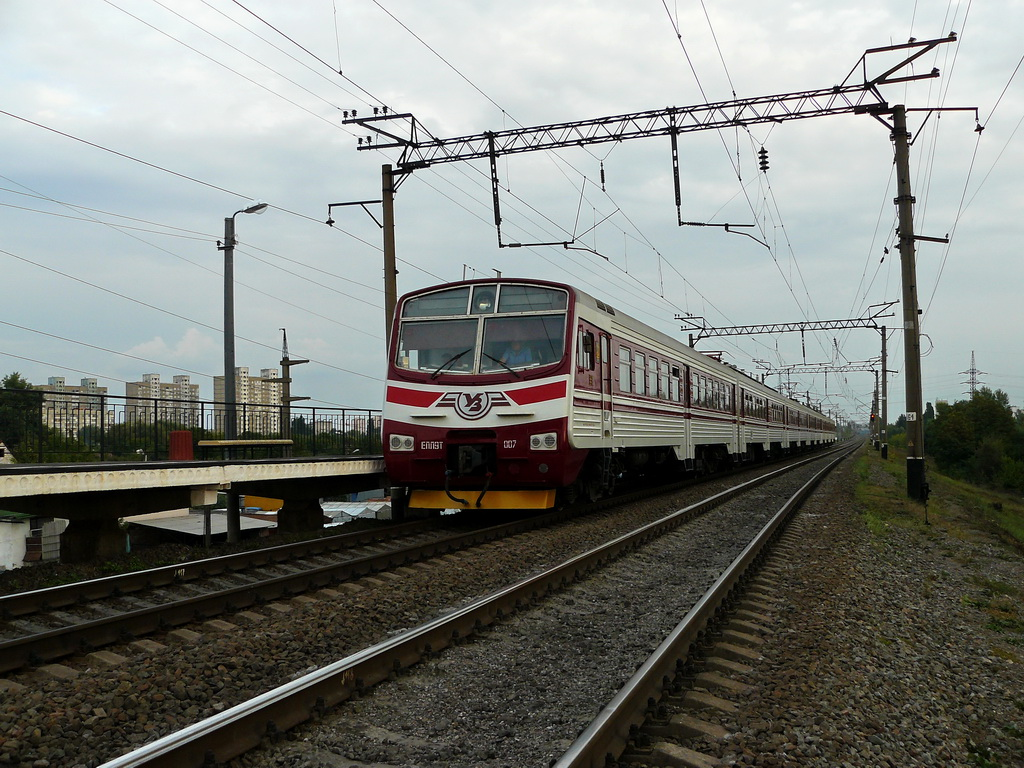
ЭПЛ9Т-007 на линии «Городской электрички»

## Ссылки

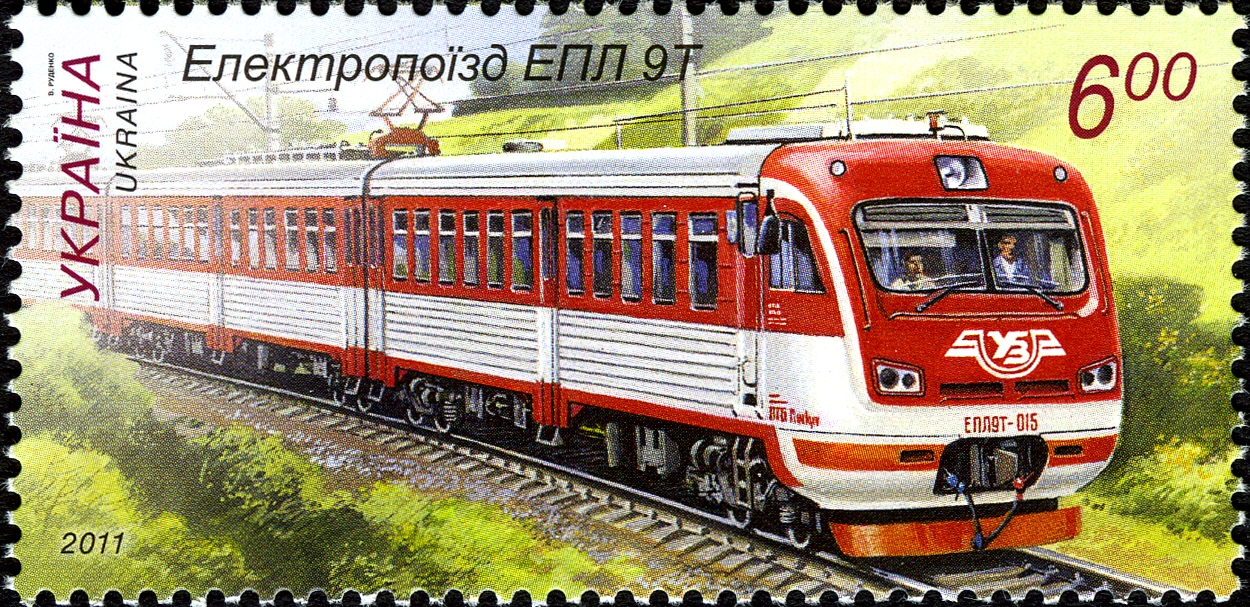
ЭПЛ9Т-015 на почтовой марке Украины